# 天主教瓜達拉哈拉總教區
天主教瓜達拉哈拉總教區（拉丁語：Archidioecesis Guadalaiarensis）是羅馬天主教以墨西哥西部城市瓜達拉哈拉為中心的一個總教區，下轄七個教區。
2006年有教友6,164,000人，佔轄區總人口91.0%。教區下轄419個堂區，有1,327名司鐸。現任教區總主教為弗朗西斯科·羅夫萊斯·奧爾特加樞機，榮休總主教為胡安·桑多瓦爾·伊尼格斯樞機。
瓜達拉哈拉教區成立於1548年7月13日，1863年1月26日升為總教區。